# Le Coup de Vénus
Pour plus de détails, voir Fiche technique et Distribution.
Le Coup de Vénus (Buying the Cow) est un film américain réalisé par Walt Becker, sorti en 2002.

## Synopsis
Tout se passait pour le mieux dans la vie de David, jusqu'au jour où Sarah, sa charmante compagne depuis cinq ans, souhaite l'épouser. Il se demande alors pourquoi s'engager davantage alors qu'ils sont très heureux comme ça. David va devoir demander conseil auprès de ses amis : Tyler le « pro » anti-mariage et Mike le séducteur frénétique.

## Fiche technique
- Titre original : Buying the Cow
- Titre français : Le Coup de Vénus
- Réalisation : Walt Becker
- Scénario : Walt Becker, Peter W. Nelson
- Direction artistique : Kitty Doris-Bates
- Décors : Richard Toyon
- Costumes : Sara Jane Slotnick
- Photographie : Nancy Schreiber
- Montage : Tony Lombardo
- Musique : Andrew Gross
- Casting : Laura Schiff
- Production : Dan Etheridge et Bradley Jenkel ; Brent Baum (exécutif)
- Société(s) de production : Destination Films
- Sociétés de distribution : Sony Pictures Video, Columbia Tristar Films et Destination Films
- Pays d'origine :  États-Unis
- Langue originale : anglais
- Format : couleur - 35 mm - 1,85:1 - son Dolby Digital
- Genre : comédie romantique
- Durée : 88 minutes
- Dates de sortie : 
  - États-Unis : 8 juin 2002
  - France : date inconnue

Source : IMDb

## Distribution
- Jerry O'Connell (V. F. : Thierry Wermuth) : David Collins
- Bridgette Wilson (V. F. : Julie Turin) : Sarah
- Ryan Reynolds (V. F. : Tanguy Goasdoué) : Mike Hanson
- Bill Bellamy (V. F. : Lucien Jean-Baptiste) : Jonesy
- Alyssa Milano (V. F. : Magali Barney) : Amy
- Jon Tenney : Andrew Hahn
- Annabeth Gish : Nicole
- Ron Livingston (V. F. : Emmanuel Curtil) : Tyler Carter Bellows
- Erinn Bartlett : Julie Madison
- Scarlett Chorvat : Katie Madison

Source et légende : Version française (V. F.) sur RS Doublage